# 137 Tauri
137 Tauri, eller V809 Tauri, är en roterande variabel av Alfa2 Canum Venaticorum-typ (ACV) i Oxens stjärnbild.
137 Tau har visuell magnitud +5,59 och varierar med amplituden 0,02 magnituder och en period av 2,6569 dygn.